# Port Neill
Port Neill är en ort i Australien. Den ligger i kommunen Tumby Bay och delstaten South Australia, omkring 230 kilometer nordväst om delstatshuvudstaden Adelaide. Orten gavs i maj 1909 namnet Carrow, vilket ändrades till Port Neill den 19 september 1940.
Trakten är glest befolkad.